# 洪银兴
洪银兴（1950年9月—），江苏常州人，中国经济学家，中国人民大学经济学博士，南京大学商学院经济系主任，南京大学国际商学院院长，南京大学副校长，博士生导师。

## 生平
1970年10月加入中国共产党。曾任中共江苏省委委员、南京大学党委书记。中国共产党第十七次全国代表大会代表。